# Плавание на летних Олимпийских играх 1932
Соревнования по плаванию на летних Олимпийских играх 1932 года проводились как среди мужчин, так и среди женщин.

## Общий медальный зачёт
| Место | Страна         | Золото | Серебро | Бронза | Всего |
| ----- | -------------- | ------ | ------- | ------ | ----- |
| 1     | Япония         | 5      | 5       | 2      | 12    |
| 2     | США            | 5      | 2       | 3      | 10    |
| 3     | Австралия      | 1      | 1       | 0      | 2     |
| 4     | Нидерланды     | 0      | 2       | 0      | 2     |
| 5     | Франция        | 0      | 1       | 0      | 1     |
| 6     | Великобритания | 0      | 0       | 2      | 2     |
| 7     | Дания          | 0      | 0       | 1      | 1     |
| 7     | Венгрия        | 0      | 0       | 1      | 1     |
| 7     | Филиппины      | 0      | 0       | 1      | 1     |
| 7     | ЮАС            | 0      | 0       | 1      | 1     |
|       |                |        |         |        |       |
| Всего | Всего          | 11     | 11      | 11     | 33    |

## Медалисты

### Мужчины
| Дисциплина                      | Золото                                                                   | Серебро                                                            | Бронза                                                                |
| ------------------------------- | ------------------------------------------------------------------------ | ------------------------------------------------------------------ | --------------------------------------------------------------------- |
| 100 м вольным стилем            | Ясудзи Миядзаки Япония                                                   | Тацуго Каваиси Япония                                              | Альберт Шварц США                                                     |
| 400 м вольным стилем            | Бастер Краббе США                                                        | Жан Тари Франция                                                   | Цутому Оёкота Япония                                                  |
| 1500 м вольным стилем           | Кусуо Китамура Япония                                                    | Сёдзо Макино Япония                                                | Джеймс Кристи США                                                     |
| 100 м на спине                  | Масадзи Киёкава Япония                                                   | Тосио Ириэ Япония                                                  | Кэнтаро Кавацу Япония                                                 |
| 200 м брассом                   | Ёсиюки Цурута Япония                                                     | Коикэ Рэйдзо Япония                                                | Теофило Ильдефонсо Филиппины                                          |
| эстафета 4×200 м вольным стилем | Япония · Ясудзи Миядзаки · Масанори Юса · Такаси Ёкояма · Хисакити Тоёда | США · Фрэнк Бут · Джордж Фисслер · Майола Калили · Мануэлла Калили | Венгрия · Иштван Барань · Ласло Сабадош · Андраш Секей · Андраш Вание |

### Женщины
| Дисциплина                      | Золото                                                               | Серебро                                                                             | Бронза                                                                  |
| ------------------------------- | -------------------------------------------------------------------- | ----------------------------------------------------------------------------------- | ----------------------------------------------------------------------- |
| 100 м вольным стилем            | Хелен Мэдисон США                                                    | Виллементье ден Ауден Нидерланды                                                    | Элеанор Гаратти США                                                     |
| 400 м вольным стилем            | Хэлен Мэдисон США                                                    | Ленор Кайт США                                                                      | Дженни Маакал ЮАС                                                       |
| 100 м на спине                  | Эленор Холм США                                                      | Филомена Милинг Австралия                                                           | Валери Дэвис Великобритания                                             |
| 200 м брассом                   | Клара Деннис Австралия                                               | Хидэко Маэхата Япония                                                               | Эльсе Якобсен Дания                                                     |
| Эстафета 4×100 м вольным стилем | США · Хелен Джонс · Хелен Мэдисон · Жозефин Макким · Элеанор Гаратти | Нидерланды · Корнелия Ладде · Виллементье ден Ауден · Мария Оверслот · Мария Вирдаг | Великобритания · Джойси Купер · Валери Дэвис · Эдна Хьюз · Хелен Варкоу |